# 정부광주지방합동청사
정부광주지방합동청사(政府光州地方合同廳舍)는 대한민국 각 부처의 특별지방행정기관 중 광주광역시에 소재하는 행정기관의 사무공간을 통합하여 행정 업무의 효율성을 확보하기 위해 설치한 건축물이다. 각 기관별 사무공간 배정과 합동청사 유지 및 관리 업무는 대한민국 행정안전부 정부청사관리소 소속 광주청사관리소에서 수행한다.

## 연혁
- 2005년 9월 정부광주합동청사 신축 계획
- 2005년 11월 대형공사 입찰방법 심의 완료(설계시공 일괄 입찰 결정)
- 2005년 12월 입찰공고(조달청)
- 2006년 4월 실시설계 적격자 선정(대우건설 컨소시엄)
- 2006년 10월 실시설계완료
- 2006년 12월 공사착공
- 2008년 12월 준공완료
- 2009년 4월 기관입주완료
- 2009년 8월 친환경건축물 인증획득(최우수)

## 입주기관
- 광주지방보훈청
- 광주지방교정청
- 광주지방조달청
- 광주지방국세청
- 광주지방고용노동청
- 광주본부세관
- 전남지방노동위원회
- 광주지방공정거래사무소
- 농림수산검역검사본부 호남검역검사소 광주사무소
- 문화체육관광부 저작권경찰 광주사무소
- 감사원 광주국민기업불편신고센터
- 국가기록원 광주기록정보센터

## 같이 보기
- 정부중앙청사
- 정부과천청사
- 정부대전청사
- 정부제주지방합동청사
- 정부춘천지방합동청사
- 행정안전부